# Ротру II дю Перш
Ротру II (фр. Rotrou II du Perche; умер 1 марта 1080) — сеньор Мортань-о-Перш и Ножан-ле-Ротру, виконт Шатодена с 1042/1044 года.

## Биография
Второй сын Жоффруа I и Хельвиды де Питивье.
Согласно книге Histoire des comtes du Perche de la famille des Rotrou, к моменту смерти отца (1040 год) ему было 14 или 15 лет, поэтому он родился около 1025 года. Впервые упоминается в хартии, датированной 1031/1032 годом.
В 1042/1044 году наследовал старшему брату — Гуго.
Пытаясь объединить свои разрозненные владения, вёл феодальные войны с соседями. В 1058 году получил графский титул по сеньории Мортань (comes de Mauritania).

## Брак и дети
Жена — Адель (Аделиза) де Беллем, дочь Герена (Варинуса) де Беллема (убит в 1026 году), сеньора де Домфрона, из рода сеньоров (позднее графов) Алансона. Дети:
- Жоффруа II (1045—1100), граф де Мортань, с 1090 первый граф Перша из династии Шатоден.
- Гуго III (умер в 1110), виконт Шатодена.
- Ротру (умер после 1110), сеньор Монфора-ле-Ротру.
- Фульк и Эльвиза - умерли в молодом возрасте.